# حرب أولاند

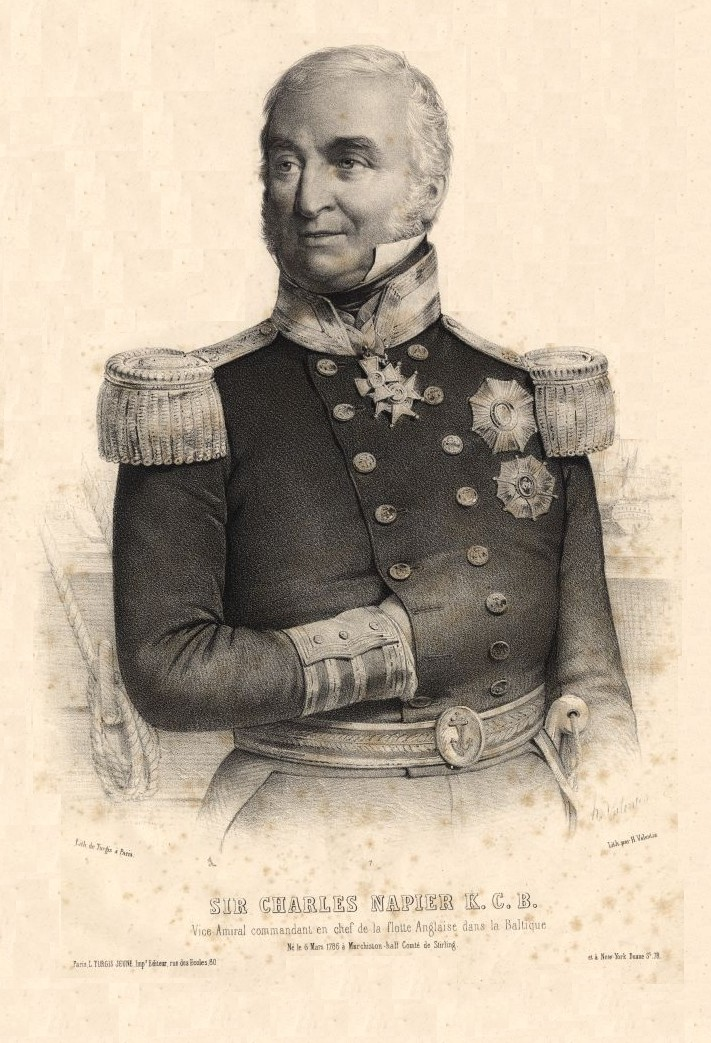
الأدميرال، السير تشارلز نابير 1786- 1860

حرب أولاند، هو المصطلح الفنلندي لعمليات القوات البحرية البريطانية الفرنسية ضد المنشآت العسكرية والمدنية على ساحل دوقية فنلندا الكبرى بين عامي 1854 و1856، خلال حرب القرم بين الإمبراطورية الروسية والقوات الفرنسية والبريطانية المتحالفة. سميت الحرب على اسم معركة بومارسوند في جزر أولاند. جرت المعارك في مدن ساحلية فنلندية متعددة في خليج بوثنيه وخليج فنلندا، على الرغم من أن اسم الحرب لا يشير سوى إلى جزر أولاند.
كانت الإمبراطورية الروسية، التي تقدمت باتجاه الجبهة الرومانية، قد استفزت الدولة العثمانية لإعلان الحرب في 4 أكتوبر 1853، وقررت حينها بريطانيا وفرنسا دعم الأتراك العثمانيين. كان الهدف الرئيسي من حرب أولاند هو قطع طرق الخدمة والتجارة الخارجية لروسيا وإجبارها على التماس السلام، وتحريض السويد لمعاداة روسيا في الحرب. كان من المقرر تنفيذ الحصار بطريقة تجعل من البحرية الروسية في بحر البلطيق بلا فائدة، من خلال تدمير الحصون الدفاعية الساحلية والبحرية والمخازن التجارية التي كانت بمثابة مستودعات للتجارة الخارجية. لحق الكثير من الضرر بفنلندا، حيث تواجد جزء كبير من الأسطول التجاري، الذي حمل الراية الروسية في ذلك الوقت، في فنلندا، التي كانت دوقيةً كبرى مستقلة تحت التاج الروسي منذ عام 1809.
كان للحرب أثر كبير على حركة التجريد العسكري اللاحقة في جزر أولاند. وبعد هزيمة روسيا في حرب أولاند ومشاركتها في حرب القرم، بدأت روح الإصلاح في روسيا ودخلت في سباق تسلح بحري مع بريطانيا والقيصرية الألمانية في أواخر القرن التاسع عشر.

## بداية الحرب
تألفت قوات البحرية الملكية البريطانية من تسع سفن تعمل بالبخار، وأربع سفن أقدم تعمل بالبخار أيضًا، وأربع فرقاطات، وعدة بواخر دولابية صغيرة. غادرت القوات البحرية البريطانية قاعدة سبتهيد باتجاه بحر البلطيق في 11 مارس 1854 تحت قيادة نائب الأدميرال السير تشارلز نابير. وكانت القوات الفرنسية تحت قيادة الجنرال أشيل باراغي ديهيلي آنذاك، في حين كانت مفرزة من البحرية الفرنسية تحت قيادة نائب الأدميرال ألكسندر بارسيفال ديشين. ومع ذلك، لم يتم الإعلان عن بدء الحرب حتى 27 مارس. كانت القوات البحرية البريطانية- الفرنسية، المكونة من مائة سفينة وقارب، حديثةً تمامًا بسفنها التي تعمل بالبخار وفقًا لمعايير ذلك الوقت، ونجحت في حجز الأسطول الروسي. قاتلت البحرية الروسية بأسلوب دفاعي فقط بالقرب من الحصون البحرية المتمركزة فيها، إذ كانت غالبية أنشطة أسطول الحلفاء موجهة ضد دوقية فنلندا الكبرى. ومُنح أول صليب فكتوريا في التاريخ لبحارة القوات البريطانية الفرنسية في بحر البلطيق.
في يونيو 1854، أقرت السلطات في دوقية فنلندا الكبرى بتهديد البحرية البريطانية الفرنسية وارتأت إلى ضرورة إعادة إنشاء جيش دائم قائم على نظام التخصيص المشابه للنظام الذي كان موجودًا في فنلندا عندما كانت ما تزال جزءًا من السويد. أعطى الحاكم العام المؤقت بلاتون روكاسوفسكي موافقته لإنشاء جيش الدوقية، والذي تألف في بداية الحرب من فوج الحرس وقبطان بحري وكتيبة من رماة القنابل. لم تكن مقاومة روسيا ذات تأثير يُذكر بسبب قدم معداتها وأسطولها، ولكن استُخدمت سفنها كمنصة مدافع لتقديم نوع من الحماية الإضافية لموانئ الحرب مثل فيابوري (التي تُعرف اليوم بسوومنلينا) وكرنشتات. أُنشئ أيضًا جيش احتياطي في فنلندا عام 1855 لدعم الجيش الدائم المكون من تسع كتائب.

## نهاية الحرب
خطط البريطانيون لتجميع أسطول أكبر في بحر البلطيق في الصيف الثالث من الحرب، مع أكثر من 250 سفينة إضافية، لكن حرب القرم انتهت قبل أن يكون هناك وقت لتنفيذ هذا المخطط. انتهت حرب أولاند كنتيجة لانتهاء حرب القرم، مع قيام البريطانيين بهدم قلعة بومارسوند، والتي عُرضت في بداية الأمر على السويد كمكافأة لبقائها على الحياد خوفًا من ردود فعل روسيا المستقبلية. بالنسبة للبريطانيين والفرنسيين، كانت قلعة بومارسوند رمزًا للتوسع الروسي الذي كان يهدد أمن العاصمة السويدية، ستوكهولم، خلال حرب القرم. كان تقديم القلعة للسويد ثم تدميرها دليلًا على قدرة بريطانيا على صد جهود التوسع الروسية المفترضة.
طالب البريطانيون في مؤتمر باريس للسلام لعام 1856 بأن تبقي روسيا جُزر أولاند غير محصنة وعلى الحياد أيضًا، واستمر تجريد الجزر عسكريًا حتى بعد الحرب العالمية الأولى، عندما أكدت عصبة الأمم على انتماء أولاند إلى فنلندا بقرار رسمي مبني على أساس الوثائق التاريخية التي أثبتت حكم دوقية فنلندا الكبرى لهذه الجزر، والتي تضمنت ثماني مقاطعات سويدية، من توركو وليس ستوكهولم حتى خلال فترة الحكم السويدي. ولكن توجب على فنلندا أن تضمن للأولانديين حقوق الاستقلال الذاتي مقابل تأكيدهم على تبعية المنطقة لها. برز تحصين أولاند في البداية ضمن مفاوضات لاحقة في 1938- 1939، حيث سعى الاتحاد السوفيتي لحماية مناطقه على بحر البلطيق من الهجمات الألمانية المحتملة. وظلت أولاند منطقة مجردة عسكريًا حتى بعد الحرب العالمية الثانية.
بدأت تجربة حرب القرم في روسيا بروح إصلاحية، حيث أجرى التسار ألكسندر الثاني إصلاحات اجتماعية كبرى لتحديث روسيا وتصنيعها. أما بالنسبة للسياسة العسكرية، فقد دخلت روسيا في أواخر القرن التاسع عشر في سباق تسلح بحري مع بريطانيا وألمانيا. وفقدت روسيا جزءًا كبيرًا من أسطول بحر البلطيق الذي أرسلته إلى المحيط الهادئ كنوع من التعزيزات قبل هزيمتها في معركة تسوشيما بين روسيا واليابان خلال الحرب الروسية اليابانية. وتوجب على روسيا التركيز على تطوير مدفعية ساحلية قوية على غرار الموجودة في قلعة بطرس الأكبر البحرية لتوفير الوقت اللازم لبناء أسطول بديل.